# 北港水道頭文化園區
北港水道頭文化園區位於台灣雲林縣北港鎮，園區前身為建立於昭和4年（1929年）的北港第一淨水廠，當地俗稱「水道頭」。

## 歷史
日治時期，由於北港朝天宮熱絡的參拜人潮，以及北港市街農工業的蓬勃發展，民生用水的需求日益增加，因此有興築自來水廠（日文稱之為「水道」）之議。大正14年（1925年）5月，台南州土木課長磯田與總督府技師伊澤實地勘查後，確立建造水廠的計畫。初期總花費預算約218,600日圓，由總督府、台南州，與北港街各出資三分之一。
1929年3月23日，北港水道的興建工程開始。水廠於隔年5月30日完工，耗資24萬日圓，基地面積約1.28公頃左右。北港水道在設計上為當時算最進步的水廠之一，廠內設有十角水塔一座，高約二十多公尺，蓄水量440公噸，供水人口多達9646戶。水源引自北港溪水源，經沉澱、過濾、消毒後，以幫浦打上水塔，再配送至每一住家，時人稱之為「水道水」。
中華民國來台後，北港水道改稱北港鎮水廠。1975年交由自來水公司北港營運所運營，後來因北港溪污染，加上擴建需要，因此於1988年在新街里闢第二淨水廠。北港水廠遂成為北港第一淨水廠，1997年10月2日全面停用。2003年3月8日，北港鎮公所將第一水源地水塔及紅磚機房提報為古蹟，2006年12日22日被指定為縣定古蹟。

## 結構
園區內最著名的為十角水塔及機具設施，另有日式建築的廠長宿舍、員工宿舍、辦公室、唧筒井為歷史建築群。2019年，自來水公司欲拆除緊鄰東興街的四間員工宿舍，在民間抗議之下已暫緩拆除。

### 水塔
水塔高約二十多公尺，共有三層。其中三樓為圓柱體結構，上層為鋼筋混凝土之圓柱蓄水塔，並設有維修用之護欄，一、二樓為十角形構造，每面嵌有半圓拱形門窗，現作為辦事處、會議室及維護空間之用。 

### 機房建築
機房建築由鋼筋混凝土柱樑與磚造牆身結構建造而成，屋身為清水磚構造，開窗分割與洗石子表面處理，有古典風格。